# Kirby Howell-Baptiste
Kirby Howell-Baptiste (Londres, 7 de febrero de 1987) es una actriz británica. Ha aparecido como regular en series como Downward Dog (2017), Killing Eve (2018) y Por qué matan las mujeres. Sus apariciones en televisión también incluyen papeles recurrentes en Love (2016-2018), Barry (2018-2019), The Good Place (2018-2020) y la cuarta temporada de Veronica Mars (2019), y un papel protagonista en la segunda y tercera temporada de El tren infinito (2020), como Grace Monroe.

## Primeros años y educación
Howell-Baptiste es de Londres. Comenzó a actuar en el Teatro Anna Scher.

## Carrera
La carrera de Howell-Baptiste como actriz ha incluido muchas apariciones en papeles de invitada y recurrentes en series de televisión, además de varios cortometrajes y largometrajes. Sus primeros trabajos en televisión incluyen la serie de sketches de IFC Comedy Bang! Bang! y la serie de Showtime House of Lies. También fue una serie regular en la corta serie de ABC Downward Dog en 2017. Howell-Baptiste siguió en 2018 con su papel de Elena en la primera temporada de la serie de BBC America Killing Eve. Actualmente tiene un papel recurrente como la actriz Sasha Baxter en la serie de comedia-drama de HBO Barry, y ha aparecido como la neurocientífica Simone Garnett en la serie de NBC The Good Place, a partir de la tercera temporada. En las plataformas de televisión por internet, Howell-Baptiste ha tenido papeles recurrentes en la serie de Netflix Love y en la cuarta temporada de Veronica Mars para Hulu, y apareció en el reparto principal de la serie de CBS All Access Por qué matan las mujeres durante su primera temporada.

## Filmografía

### Películas
| Año  | Título                                | Papel             | Notas                                            |
| ---- | ------------------------------------- | ----------------- | ------------------------------------------------ |
| 2011 | Prepping Keisha                       | Keisha James      | Corto                                            |
| 2012 | How to Succeed with Women             | Desconocido       | Corto                                            |
| 2012 | Invasion of the Les-Body Snatchers    | Emma              | Corto                                            |
| 2013 | Lucky Day                             | Carly             | Corto; también directora, productora y escritora |
| 2013 | We Four Queens                        | Samantha          | Corto                                            |
| 2014 | Thanks for the Ride                   | Kirby             | Vídeo de corta duración                          |
| 2014 | Minor Alterations                     | Ruby              | Corto; también productora y escritora            |
| 2015 | Textbook Adulthood                    | Lady Jerk         |                                                  |
| 2016 | Nell Live: Still Tayin' Around        | Cinéfila          | Corto                                            |
| 2016 | The Hip Hooray                        | Kirby             | Corto                                            |
| 2016 | Solar                                 | Voz mística (voz) | Corto                                            |
| 2017 | A Dog's Purpose                       | Maya              |                                                  |
| 2017 | A Dog's Purpose: Lights, Camera, Woof | Ella misma        | Vídeo de corta duración                          |
| 2017 | Lane Woods Finds Love                 | Desconocido       |                                                  |
| 2018 | It's a Party                          | Hannah            |                                                  |
| 2018 | Find Me                               | Jordan            |                                                  |
| 2021 | Happily                               | Maude             |                                                  |
| 2021 | Cruella                               | Anita Darling     |                                                  |
| 2021 | Queenpins                             | JoJo Johnson      |                                                  |
| 2021 | Silent Night                          | Alex              |                                                  |
| 2022 | Mr. Harrigan's Phone                  | Victoria Hart     |                                                  |
| 2023 | La elefanta del mago                  | La Condesa        |                                                  |

### Televisión
| Año     | Título                          | Papel                     | Notas                                                                           |
| ------- | ------------------------------- | ------------------------- | ------------------------------------------------------------------------------- |
| 2008    | Holby City                      | Paciente Enferma          | Episodio: "You're So Vain"; sin acreditar                                       |
| 2012    | AMC Fearfest                    | Angelique Kumari          | Especial de televisión                                                          |
| 2014    | CollegeHumor Originals          | Brittany                  | Episodio: "How America Is Like a Bad Boyfriend"                                 |
| 2014    | Six Guys One Car                | Christy/Keri              | 2 episodios                                                                     |
| 2014–15 | Comedy Bang! Bang!              | Decaf Dame/Opreadora Boom | 2 episodios                                                                     |
| 2014–15 | UCB Comedy Originals            | Sin acreditar             | 4 episodios                                                                     |
| 2015    | House of Lies                   | Brittany                  | Episodio: "We Can Always Just Overwhelm the Vagus Nerve with Another Sensation" |
| 2015    | The Brat Cave                   | Oficina O'Neill/Kirby     | 2 episodios                                                                     |
| 2015    | The King of 7B                  | Greta Milgrim             | Película de televisión                                                          |
| 2016    | The Dating Game                 | Evie                      | Episodio: "AJ vs. The Truffle Butter Sex Act"                                   |
| 2016    | The UCB Show                    | Sin acreditar             | 2 episodios                                                                     |
| 2016    | TripTank                        | Estilista/Esposa (voz)    | 2 episodios                                                                     |
| 2016    | Bajillion Dollar Propertie$     | Rezecca                   | Episodio: "Spiritual Gurus"                                                     |
| 2016    | Lady Time                       | Kathy                     | Miniserie                                                                       |
| 2016–17 | Las Chicas Superpoderosas       | Chelsea (voz)             | 2 episodios                                                                     |
| 2016–18 | Love                            | Beth                      | Recurrente                                                                      |
| 2017    | @midnight                       | Ella misma                | Episodio #4.114                                                                 |
| 2017    | Downward Dog                    | Jenn                      | Papel principal                                                                 |
| 2017    | Do You Want to See a Dead Body? | Asistente de Vuelo        | Episodio: "A Body and a Plane (con Alexandra Daddario)"                         |
| 2017    | Dirtbags                        | Kind Neighbor             | Episodio: "Husband"                                                             |
| 2018    | Alone Together                  | Cassidy                   | Episodio: "Sleepover"                                                           |
| 2018    | Killing Eve                     | Elena Felton              | Papel principal                                                                 |
| 2018    | Pappy                           | Kiki                      | Episodio: "Dad Dick"                                                            |
| 2018    | Big City Greens                 | Jueza Uppinsbottom (voz)  | Episodio: "Swimming Fool/Tilly's Goat"                                          |
| 2018    | Girls Code                      | Angela                    | Piloto                                                                          |
| 2018    | Into the Dark                   | Kayla                     | Episodio: "New Year, New You"                                                   |
| 2018–19 | Drunk History                   | Ella misma                | 3 episodios                                                                     |
| 2018–19 | Barry                           | Sasha Baxter              | Recurrente                                                                      |
| 2018–20 | The Good Place                  | Simone Garnett            | Recurrente                                                                      |
| 2019    | Veronica Mars                   | Nicole Malloy             | 7 episodios                                                                     |
| 2019    | Por qué matan las mujeres       | Taylor Harding            | Papel principal                                                                 |
| 2020    | Glitch Techs                    | Audrey (voz)              | Episodio: "I'm Mitch Williams"                                                  |
| 2020    | El tren infinito                | Grace Monroe (voz)        | 13 episodios; papel recurrente (Libro Dos), papel principal (Libro Tres)        |
| 2020    | Big Hero 6: The Series          | Cobra (voz)               | Episodio: "Cobra and Mongoose"                                                  |
| 2022-   | The Sandman                     | Muerte de los Eternos     | [ 9 ]                                                                           |
| 2024    | Dead Boys Detectives            | Muerte de los Eternos     |                                                                                 |